# Левин, Лев Григорьевич
Лев Григо́рьевич Ле́вин (Ушер-Лейб Гершевич Левин; 1870, Одесса — 15 марта 1938, Москва) — врач-терапевт, доктор медицинских наук, профессор, консультант лечебно-санитарного управления Кремля.

## Биография
Родился в Одессе 17 (29) ноября 1870 года. В 1889 году окончил 2-ю Одесскую гимназию и поступил на естественное отделение физико-математического факультета Новороссийского университета, после окончания которого окончил в 1896 году и Медицинский факультет Московского университета.
В 1896—1897 годах стажировался в Берлине, затем — в различных больницах Москвы, в 1907—1919 годах — фабрично-заводской врач, затем врач-ординатор курортно-отборочного госпиталя Наркомздрава РСФСР, мобилизован в Красную Армию.
С 1920 года — врач-ординатор, заведующий терапевтическим отделением в Кремлёвской больнице. Одновременно консультант Лечсанупра Кремля и санчасти ОГПУ—НКВД СССР. Был личным врачом В. И. Ленина, А. М. Горького, Ф. Э. Дзержинского, В. М. Молотова, Г. Г. Ягоды, В. Р. Менжинского и многих других деятелей партии и правительства.
С детских лет был близким другом художника Л. О. Пастернака, в московские годы — врачом всей семьи Пастернак.
Был арестован 2 декабря 1937 года. Как подсудимый стал фигурантом т. н. открытого судебного процесса по «делу Объединенного право-троцкистского блока» в марте 1938 года. по Расстрелян 15 марта 1938 года по приговору Военной коллегии Верховного суда СССР от 13 марта того же года как «участник контрреволюционного правотроцкистского заговора с целью устранения руководства страны (в частности, убийств председателя ОГПУ СССР В. Р. Менжинского, 1-го заместителя председателя СНК и СТО СССР В. В. Куйбышева, писателя А. М. Горького»). Реабилитирован посмертно Верховным Судом СССР в 1988 году.

## Семья
Жена — Мария Борисовна Левина. Их дети:
- Георгий Львович Левин (1900 — не ранее 1954), врач, доцент кафедры лечебного питания Центрального института усовершенствования врачей, кандидат медицинских наук, в 1949—1954 годах в заключении в связи с «Делом врачей»[6]. Жена — Ева Лазаревна, была выслана в Джамбул[7].
- Владимир Львович Левин (1903 — 27 сентября 1938), профессор Московского института права, помощник заведующего 2-м Западным отделом Наркомата иностранных дел СССР. Расстрелян по приговору ВКВС СССР по обвинению в «участии в правотроцкистском заговоре в органах НКИД». Реабилитирован посмертно в октябре 1956 года.